# Čeněk Kuna z Kunštátu
Čeněk Kuna z Kunštátu byl významný moravský šlechtic z boleradické větve rodu pánů z Kunštátu.
Jeho otcem byl Kuna z Kunštátu a Boleradic, matkou byla Machna z Boskovic. První písemná zmínka o Čeňkovi Kunovi pochází z roku 1458, kdy svědčil se svým otcem na listině, jíž český král Jiří z Poděbrad potvrdil Moravanům jejich privilegia. V červenci 1462 byl vyslán do Trenčína, aby jménem českého krále jednal s uherským králem Matyášem. Čeněk se takto postupně dostal do diplomatických služeb. V říjnu 1462 se Čeněk účastnil neúspěšného tažení krále Jiřího na Vídeň. Roku 1466 obdržel od krále do zástavy Nový hrad, který se stal důležitým opěrným bodem Jiřího z Poděbrad v česko-uherských válkách až do roku 1470, kdy byl dobyt. Po smrti Jiřího se Čeněk Kuna přesunul do Čech a v září roku 1471 mu král Vladislav II. zapsal zbořený hrad Český Šternberk s několika městečky a vesnicemi. Na začátku 80. let se dal Čeněk znovu do diplomatických služeb, roku 1477 se uvádí jako nejvyšší komorník olomoucký. Naposledy je o něm zmínka roku 1487, zemřel patrně o rok později.

## Příbuzenstvo
- otec: Kuna z Kunštátu a Boleradic (1418–1460)
- matka: Machna z Boskovic (1464)
- 1. bratr: Jan Kuna I. z Kunštátu (1446–1495)
- 2. bratr: Boček Kuna z Boleradic (1459–1495)
- 1. syn: Kuna (1477–1497)
- 2. syn: Jiří (1477)
- 3. syn: Heralt Kuna z Boleradic (1490–1526)
- 4. syn: Ladislav Kuna (1490)
- 1. dcera: Ludmila (1510)
- 2. dcera: Alena (1510)